# Najat El Hachmi
Najat El Hachmi (ur. 2 lipca 1979 w Nadorze) – marokańsko-hiszpańska pisarka tworząca w języku katalońskim.

## Życiorys
Urodziła się 2 lipca 1979 roku w Nadorze, w rodzinie Amazygów. Emigrowała w dzieciństwie z rodziną do Hiszpanii, gdzie wychowała się w miejscowości Vic. Ukończyła arabistykę na Uniwersytecie Barcelońskim. 
Zadebiutowała w 2004 roku autobiograficznym esejem Jo també sóc catalana, w którym opisywała doświadczenia związane z imigracją. Cztery lata później ukazała się jej pierwsza powieść pt. Ostatni patriarcha, która została wyróżniona Nagrodą Ramona Llulla i Prix Ulysse, a także została przetłumaczona na 11 języków. Z kolei jej powieść Dilluns ens estimaran zdobyła w 2021 roku Premio Nadal.

## Twórczość
- Jo també sóc catalana, 2004[2]
- L’últim patriarca, 2008, wyd. pol.: Ostatni patriarcha. Anna Sawicka (tłum.). Biuro Literackie, 2022. ISBN 978-83-67249-11-9. Brak numerów stron w książce
- La caçadora de cossos, 2011
- La filla estrangera, 2015
- Mare de llet i mel, 2018[1]
- Dilluns ens estimaran, 2021[4]